# Nicholas Maw
John Nicholas Maw (5. november 1935 i Grantham, Lincolnshire, England - 19. maj 2009 i Washington DC, USA) var en engelsk komponist og lærer.
Maw studerede på Royal Academy of music i London hos Lennox Berkeley og senere i Paris hos Nadia Boulanger. Han tog i 1984 til Washington, D.C. i USA, hvor han slog sig ned og fortsatte sin komponist virksomhed. Maw var fra (1998-2008) lærer i komposition på bl.a. Peabody Institute,Yale University,Boston University og Cambridge University. Han komponerede i en moderne atonal neoklassisk stil, med inspiration fra bl.a. Benjamin Britten og Bela Bartok. Han skrev en symfoni, orkesterværker, en violinkoncert, kammermusik, fire strygekvartetter. etc.

## Udvalgte værker
- Symfoni (1966) - for kammerorkester
- "Odyssey"  (1987) - for orkester
- "Verden om aftenen" (1988) - for orkester
- Violinkoncert (1993) - for violin og orkester
- "Musik af hukommelse" (1989) - for guitar
- 4 Strygekvartetter (1965-2005)